# Église de La Marsa
L'église de La Marsa, située dans la ville de La Marsa en Tunisie, est une petite église catholique construite en 1882 à l'époque du protectorat français. Après avoir été utilisée pour l'ancien petit séminaire, elle sert désormais d'église pour la paroisse Saint Cyprien de La Marsa.

## Description de l'église
Pour encourager la venue de populations chrétiennes dans le petit village de La Marsa situé à peu de distance de la cathédrale Saint-Louis de Carthage, le cardinal Charles Lavigerie y fait construire sept petites maisons carrées, « Les Cubes ». Pour desservir ces familles européennes, un orphelinat tenu par les Sœurs blanches est ouvert, et une petite église est bâtie dès 1882 : 
« La chapelle de La Marsa n'était pas grande. Elle communiquait par le jardin avec le presbytère. La sacristie était une petite pièce qui donnait sur une chapelle latérale où était installé un harmonium. Juste en face de l'harmonium, se trouvait la chapelle du Sacré-Cœur. Dans ce minuscule espace étaient installés chaises et prie-Dieu réservés à la résidence de ministres plénipotentiaires que nous appelions « délégués au Sirocco ». Dans le chœur, l'autel était en bois blanc, très classique, peint en blanc et or. De chaque côté se trouvait un énorme pot d'aspidistra régulièrement arrosé de l'eau du lavabo. Dans la nef au fond de l'église, se trouvait le confessionnal, puis de chaque côté de l'allée centrale étaient quatre statues : sur le côté droit, une statue toute dorée d'un évêque avec mitre et crosse et plus près du chœur, sainte Thérèse de l'Enfant Jésus avec quelques ex-voto. Côté gauche saint Joseph et l'Enfant Jésus avec un bâton très fleuri, en face de sainte Thérèse, Notre-Dame-de-Lourdes couronnée et quelques ex-voto. Un Chemin de croix composé d'une planchette avec une croix complétait la décoration de l'église. On y trouvait également deux plaques : l'une rappelait les noms des soldats morts à la guerre 14-18, l'autre la mort tragique de sœur Angélique, des Sœurs de Saint Joseph, disparue en voulant sauver une jeune fille qui se noyait. »
Malgré tous les efforts du cardinal, la population chrétienne de La Marsa ne sera jamais nombreuse. Si la paroisse compte 325 catholiques en 1901, le nombre de fidèles augmente pour atteindre 1 100 vers 1910 avant de redescendre à 750 en 1942. L'église est tout de même bien petite pour l'affluence les jours de fête. C'est pourquoi, dès 1913, on envisage la construction d'un lieu de culte plus grand.

## Construction d'une nouvelle église
Un comité de souscription en vue de rassembler les fonds nécessaires à la construction d'une nouvelle église est créé au début des années 1930. La démarche rencontre un vif succès et un terrain est acheté à proximité du palais beylical en février 1933. Mais ce voisinage déplait au monarque qui intervient pour empêcher la construction. L'archevêché envisage alors de racheter le palais Khaznadar mais il doit renoncer face à l'hostilité des autorités musulmanes. En 1940, un nouveau terrain à proximité de la Résidence de France et longeant le TGM est choisi avant d'être abandonné faute d'une surface disponible suffisante. C'est finalement en janvier 1941 qu'un emplacement d'une superficie de 1 680 m2 est approuvé par tous les intervenants.
Placée sous le patronage de saint Charles, la première pierre de la nouvelle église est posée le 10 août 1941 d'après des plans dessinés par l'architecte Duffau, mais ce dernier est très vite remplacé par Gaston Glorieux à cause du manque d'enthousiasme du résident général Jean-Pierre Esteva pour le projet présenté. Tous ces retards coûtent cher et le comité de souscription doit relancer ses collectes à plusieurs reprises pour empêcher l'arrêt du chantier. Toutefois, il ne peut rien face au déclenchement des hostilités militaires pendant la campagne de Tunisie entre 1942 et 1943. Les travaux ne reprennent qu'en 1948 mais de nouvelles modifications des plans de l'architecte décédé en 1943 retardent à nouveau l'avancement du chantier au point qu'un rapport d'expertise de 1955 alerte les autorités sur l'état des fers de fixation qui sont complètement rouillés et mettent en danger la solidité de l'édifice. L'édifice ne sera jamais terminé.
|      | Baptêmes | Mariages | Sépultures |
| ---- | -------- | -------- | ---------- |
| 1900 | 7        | 4        | 1          |
| 1910 | 6        | 2        | 1          |
| 1920 | 26       | 3        | 1          |
| 1930 | 9        | 4        | 8          |
| 1940 | 13       | 7        | 4          |
| 1950 | 41       | 7        | 8          |
| 1960 | 6        | 0        | 3          |
| 1970 | 19       | 4        | 0          |
| 1980 | 5        | 2        | 0          |
| 1990 | 8        | 1        | 1          |

## Bâtiment après l'indépendance
Les vicissitudes de la construction de la nouvelle église justifient le maintien en activité de celle de La Marsa, malgré son espace exigu. En 1906, on répare les vitraux. En 1914, le petit séminaire s'installe dans la villa voisine de Sidi Dhrif, et accueille des étudiants jusqu'en 1960.
L'indépendance du pays en 1956 et la nationalisation des terres européennes le 12 mai 1964 provoquent le départ de nombreux Européens. Le modus vivendi signé entre le gouvernement tunisien et le Vatican le 10 juillet prend acte de cette disparition de la communauté chrétienne. La nouvelle église Saint-Charles de La Marsa qui n'a jamais été achevée est cédée au gouvernement tunisien avec l'assurance qu'elle ne sera utilisée qu'à des fins d'intérêt public compatibles avec son ancienne destination. Quant à l'ancienne église, elle est oubliée.
L'ancien petit séminaire abrite désormais l'archevêché qui utilise la première église comme lieu de culte. Quant à l'église Saint-Charles, elle est actuellement fermée.

## Prélats responsables de l'église
- Abbé Leynaud (1890-1892) ;
- Abbé Borday (1905-1919) ;
- Abbé Lemond (1924-1926) ;
- Abbé Di Stéfano (1926-1944) ;
- Abbé Descroix (1944-1950) ;
- Abbé Forrières (1950-1954) ;
- Abbé Di Stéfano (1954-1964).